# Eloise Jensson
Elois Jenssen (ur. 5 listopada 1922 w Palo Alto, zm. 14 lutego 2004 w Woodland Hills) – amerykańska projektantka kostiumów filmowych.
Laureatka Oscara za najlepsze kostiumy za film Samson i Dalila (1949) – razem z nią nagrodę otrzymały szefowa zespołu Edith Head oraz pozostali członkowie zespołu projektantów Dorothy Jeakins, Gile Steele i Gwen Wakeling. Nagrodę przyznano w kategorii kostiumów w filmie barwnym (istniała wówczas jeszcze odrębna kategoria dla filmów czarno-białych).
Była także nominowana do Oscara w 1982 za pracę przy filmie Tron (razem z Rosanną Norton). Projektowała kostiumy także dla wielu innych filmów oraz produkcji telewizyjnych, m.in. dla serialu Kocham Lucy.